# Ares Vallis
Ares Vallis è una valle situata sulla superficie di Marte, il suo nome deriva dal termine greco con cui si indica il dio della guerra. Si trova nell'emisfero boreale, a nord-est della formazione di Valles Marineris e collega la regione collinare di Margaritifer Terra con la pianura nota come Chryse Planitia.

## Canali di deflusso

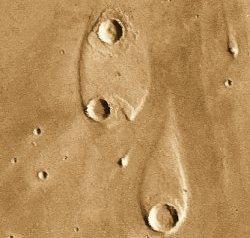
Piccole formazioni sedimentarie all'imboccatura di Ares Vallis.

La valle presenta formazioni rocciose simili a piccole isole sedimentarie, e il suo fondo sembra essere stato scavato da correnti, forse d'acqua liquida. Si pensa che l'Ares Vallis fosse in precedenza una pianura alluvionale, scavata da "canali di deflusso", similmente all'Uzboi Vallis, alla Ladon Valles e alla regione Margaritifer Terra. Queste regioni, che ora sono separate da grandi crateri, una volta sarebbero potute essere parte di un unico "canale di deflusso" che scorre a nord verso Chryse Planitia. La sorgente del flusso potrebbe essere tracimata dal cratere dell'Argyre Planitia, riempito fino all'orlo come un lago da canali (Surius, Dzigai, e Palacopus Valles) provenienti dal polo sud. La lunghezza di questo sistema di drenaggio ammonterebbe a più di 8000 km e sarebbe il percorso di drenaggio più lungo noto nel Sistema solare. Secondo questa ipotesi, la forma attuale del canale di deflusso Ares Vallis sarebbe quindi un rimodellamento di una struttura preesistente.

## Recenti studi

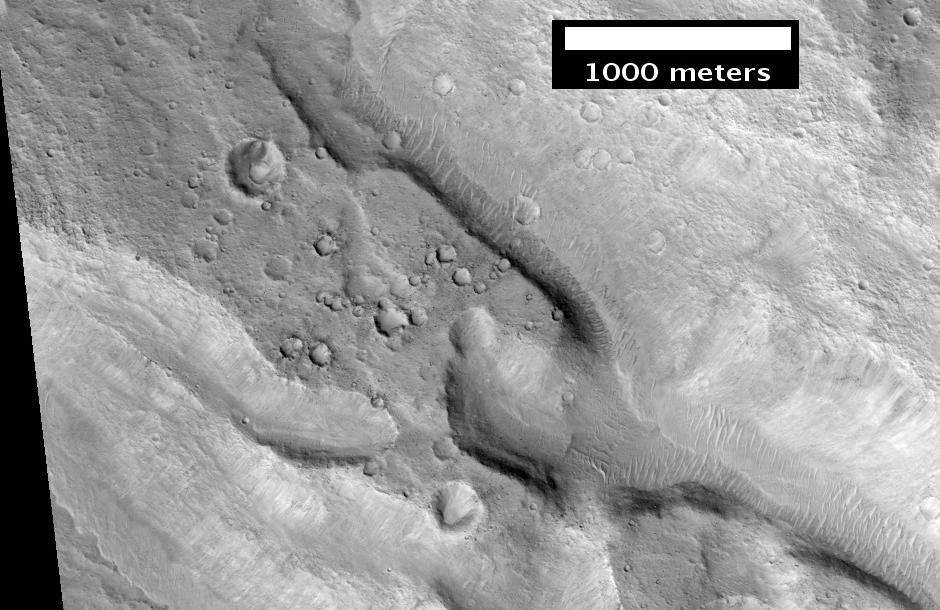
Ares Vallis ripresa da HiRISE

Una ricerca pubblicata nel gennaio 2010, suggerisce che Marte aveva dei laghi di circa 20 km di larghezza lungo l'equatore. Sebbene studi precedenti hanno dimostrato che Marte in passato sia stato caldo e umido, questi laghi esistevano nell'Esperiana Epoch, un periodo molto anteriore. Studiando immagini dettagliate prodotte dalla Mars Reconnaissance Orbiter della NASA, i ricercatori hanno ipotizzato che possa esserci stato un periodo in cui l'aumento dell'attività vulcanica, i frequenti impatti di meteoriti e i cambiamenti dell'orbita di Marte, abbiano riscaldato abbastanza l'atmosfera abbastanza fino a sciogliere il ghiaccio abbondante presente nel terreno. Si ipotizza che i vulcani abbiano rilasciato quantità di gas sufficienti a ispessire l'atmosfera, favorendo l'intrappolamento della luce solare e rendendo il pianeta abbastanza caldo da contenere acqua liquida. Secondo questo nuovo studio, sono stati individuati dei canali che collegano alcuni bacini presso l'Ares Vallis. Lo straripamento di un lago avrebbe prodotto dei canali che sarebbero fluiti in una zona inferiore, a formare un altro lago. Questi laghi sarebbero un altro posto per cercare prove di vita presente o passata .

## Mars Pathfinder

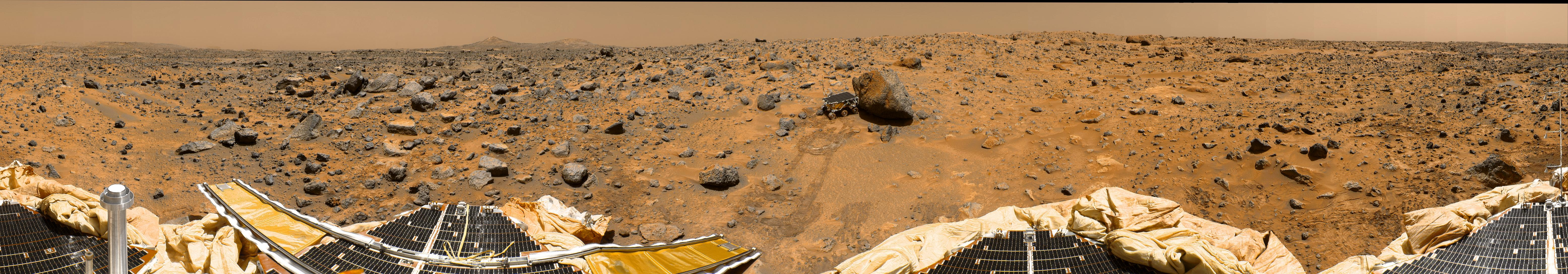
Panorama del sito di atterraggio della missione Mars Pathfinder, ricavato dalla composizione di immagini scattate dal lander: al centro dell'immagine è possibile vedere il rover Sojourner che studia la roccia "Yogi", sullo sfondo sono visibili i monti Twin Peaks.

L'Ares Vallis è stata il luogo di atterraggio della missione spaziale Mars Pathfinder il 4 luglio 1997, la prima missione ad aver trasportato un rover, Sojourner, sul pianeta. Il lander atterrò ad una latitudine di 19,33° N e ad una longitudine di 326,5° E, presso il confine con Chryse Planitia. Il rover effettuò misurazioni degli elementi chimici nelle rocce e nel suolo, mentre il lander scattò immagini del terreno circostante ed effettuò rilevazioni su pressione atmosferica, temperatura e velocità dei venti.